# Aeroportul Taupo
Aeroportul Taupo (IATA: TUO, ICAO: NZAP) este un aeroport din Taupō-nui-a-Tia⁠(d), Taupo District⁠(d), Waikato⁠(d), Noua Zeelandă ce deservește zona Taupō⁠(d). A fost numit după zona deservită.
Situat la o altitudine de 407 m, aeroportul dispune de o singură pistă.